# Rock Master 1994
Rock Master 1994 – międzynarodowe zawody we wspinaczce sportowej organizowane od 1987 roku we włoskim Arco, których 9 edycja Rock Master odbyła się w dniu 10 września w 1994.

## Uczestnicy
Organizator festiwalu Rock Master's do zawodów wspinaczkowych na sztucznych ścianach (Climbing Stadium Arco), zaprosił wspinaczy, którzy wystąpili w konkurencji;
- prowadzenie (kobiety i mężczyźni).

## Wyniki
Legenda
     * Konkurencje zawodów wspinaczkowych rozegrane tylko w ramach Rock Master 1994 zostały zaznaczone tym kolorem.
     * Zawodnicy (włoscy), organizatora zawodów  zostali zaznaczeni tym kolorem.
W zawodach wspinaczkowych w konkurencji prowadzenie wzięło udział 15 zawodników oraz 10 zawodniczek.

### Prowadzenie
| Mężczyźni |                  |       |
| Miejsce   | Zawodnik         | Wynik |
|           |                  |       |
| złoto     | François Legrand | 6000  |
| srebro    | François Lombard | 4800  |
| brąz      | Fabien Mauzer    | 3900  |
| 4.        | François Petit   | 3300  |
| 5.        | Stefano Alppi    | 3060  |
| 6.        | Arnaud Petit     | 2820  |
| 7.        | Elie Chevieux    | 2580  |
| 7.        | Yuji Hirayama    | 2580  |
| 9.        | Nicola Sartori   | 0     |
| 10.       | Luka Zaplotnik   | 0     |
| 11.       | François Coffy   | 0     |
| 12.       | Cristian Brenna  | 0     |
| 13.       | Severino Scassa  | 0     |
| 14.       | Christoph Bucher | 0     |
| 15.       | Luca Giupponi    | 0     |

| Kobiety |                     |       |
| Miejsce | Zawodniczka         | Wynik |
|         |                     |       |
| złoto   | Robyn Erbesfield    | 4600  |
| srebro  | Jelena Owczinnikowa | 3680  |
| brąz    | Natalie Richer      | 2990  |
| 4.      | Liv Sansoz          | 2530  |
| 5.      | Raffaella Valsecchi | 2346  |
| 6.      | Julija Inoziemcewa  | 0     |
| 7.      | Luisa Iovane        | 0     |
| 8.      | Marietta Uhden      | 0     |
| 9.      | Nanette Raybaud     | 0     |
| 10.     | Marie Guillet       | 0     |